# Argidia tarchon
Argidia tarchon là một loài bướm đêm trong họ Noctuidae.

## Hình ảnh

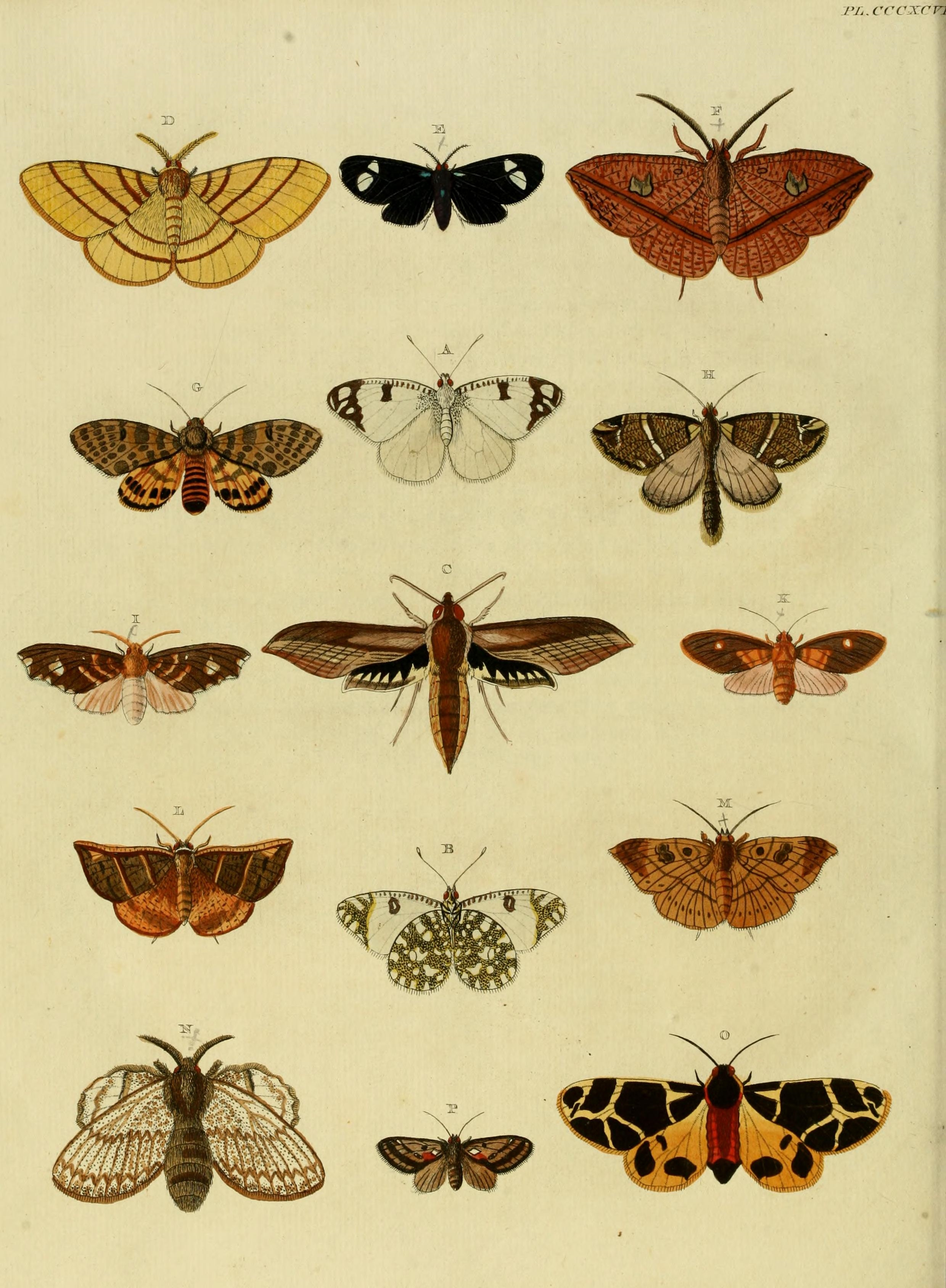